# Ion Terente
Ion Terente es un deportista rumano que compitió en piragüismo en la modalidad de aguas tranquilas.
Ganó dos medallas en el Campeonato Mundial de Piragüismo, en los años 1973 y 1974, y tres medallas en el Campeonato Europeo de Piragüismo, en los años 1965 y 1967.

## Palmarés internacional
| Campeonato Mundial | Campeonato Mundial        | Campeonato Mundial | Campeonato Mundial |
| Año                | Lugar                     | Medalla            | Competición        |
| ------------------ | ------------------------- | ------------------ | ------------------ |
| 1973               | Tampere (Finlandia)       | Medalla de plata   | K2 10 000 m        |
| 1974               | Ciudad de México (México) | Medalla de oro     | K2 10 000 m        |
| Campeonato Europeo |                           |                    |                    |
| Año                | Lugar                     | Medalla            | Competición        |
| 1965               | Bucarest (Rumania)        | Medalla de oro     | K4 1000 m          |
| 1967               | Duisburgo (RFA)           | Medalla de bronce  | K2 10 000 m        |
| 1967               | Duisburgo (RFA)           | Medalla de plata   | K4 10 000 m        |